# Belovita-(La)
La belovita-(La) és un mineral de la classe dels fosfats, que pertany al grup de la belovita. Rep el seu nom en honor de Nikolai Vasil'evich Belov, i per tenir el lantani com a element dominant.

## Característiques
La belovita-(La) és un fosfat de fórmula química NaLaSr₃(PO₄)₃F. Va ser aprovada com a espècie vàlida per l'Associació Mineralògica Internacional l'any 1995. Cristal·litza en el sistema trigonal. Es troba en forma de cristalls prismàtics, de fins a 3 cm, amb gran {1010}, {1011}, {1011}, {0001}, modificats per {1120}, {1121}, {1121}; pot ser granular. La seva duresa a l'escala de Mohs és 5. És l'anàleg amb lantani de la belovita-(Ce) i l'anàleg NaSr₃La de la fluorapatita.
Segons la classificació de Nickel-Strunz pertany a «08.BN - Fosfats, etc. amb anions addicionals, sense H₂O, només amb cations de mida gran, (OH, etc.):RO₄ = 0,33:1» juntament amb els següents minerals: aradita, magganasita, fluorpiromorfita, fluorsigaiïta, fluoralforsita, alforsita, belovita-(Ce), clorapatita, mimetita-M, johnbaumita-M, fluorapatita, hedifana, hidroxilapatita, johnbaumita, mimetita, morelandita, piromorfita, fluorstrofita, svabita, turneaureïta, vanadinita, deloneïta, fluorcafita, kuannersuïta-(Ce), hidroxilapatita-M, fosfohedifana, hidroxilpiromorfita, estronadelfita, fluorfosfohedifana, carlgieseckeïta-(Nd), vanackerita, miyahisaïta, pieczkaïta, hidroxilhedifana, pliniusita, parafiniukita, arctita, krügerita i goryainovita.

## Formació i jaciments
Aquesta espècie va ser descrita per Pekov et al. a partir d'exemplar dels monts Kukisvumchorr i Eveslogchorr, al massís de Khibini, Rússia. No se n'ha trobat en cap altre indret. Sol trobar-se associada a altres minerals com: gaidonnayita, gerasimovskita, lamprofil·lita, murmanita, aegirina, pectolita, microclina i natrolita.